# PGC 1609155
LEDA/PGC 1609155 ist eine Zwerggalaxie im Sternbild Löwe auf der Ekliptik. Sie ist schätzungsweise 275 Millionen Lichtjahre von der Milchstraße entfernt. Vermutlich bildet sie gemeinsam mit NGC 3837 ein gravitativ gebundenes Galaxienpaar. Im selben Himmelsareal befinden sich u. a. die Galaxien NGC 3841, NGC 3842, NGC 3845, NGC 3851.